# Sones de Mariachi (pieza clásica)
Sones de Mariachi es una pieza para gran orquesta del compositor mexicano Blas Galindo publicada en 1941. Esta pieza es una reescritura de su obra anterior «Sones Mariachi» para pequeña orquesta de 1940, elaborada con motivo de la exposición «20 Siglos de Arte Mexicano» que se efectuó en el Museo de Arte Moderno de Nueva York, para el programa de música mexicana que dirigió el conductor y compositor Carlos Chávez.
La obra, cuyo título evoca las jugosas melodías que tocan los conjuntos instrumentales folclóricos llamados mariachi, está basada en tres piezas: Son de la Negra, El zopilote y Los cuatro reales.